# Inferno - Canto quarto

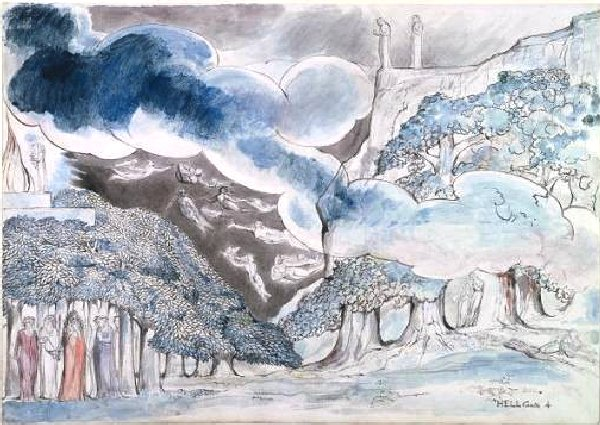
Il Limbo, illustrazione di William Blake

Il canto quarto dell'Inferno di Dante Alighieri si svolge nel primo cerchio, ovvero il Limbo dove si trovano i virtuosi non battezzati; siamo nella notte tra l'8 e il 9 aprile 1300 (Sabato Santo), o secondo altri commentatori tra il 25 e il 26 marzo 1300.

## Incipit
(Anonimo commentatore dantesco del XIV secolo)

## Analisi del canto

### Il Limbo - versi 1 - 63

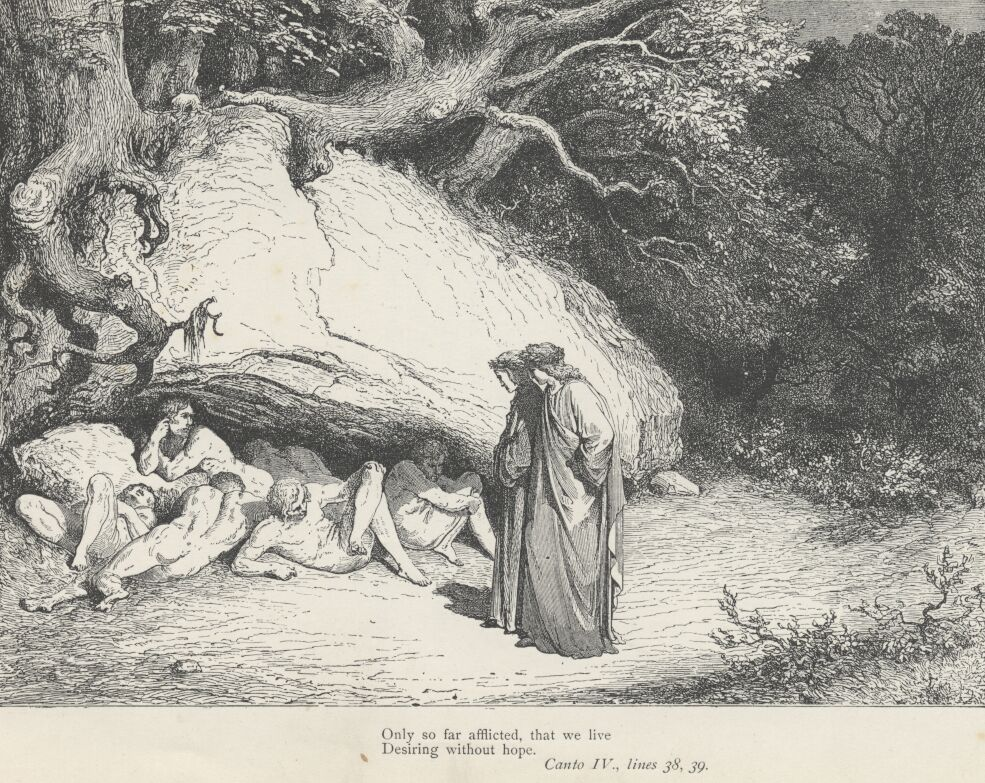
I non battezzati

Dopo lo svenimento di Dante causato da un fulmine vermiglio davanti all'Acheronte, il poeta si sveglia a inizio del nuovo canto al rumore del tuono sovrannaturalmente portato dall'altra parte del fiume: con quest'evento prodigioso egli supera l'ostacolo della condizione di Caronte di non far salire mai anima viva sulla sua barca.
Dante si sente confortato, si guarda attorno e si accorge di essere sulla nuova sponda degli infiniti guai, cioè dei lamenti eterni. L'aria era oscura, profonda e nebulosa, quindi per quanto egli cercasse di scorgere con gli occhi non poteva vedere niente in particolare: è l'oscurità dell'Inferno, dove il sole non batte mai. Virgilio infatti chiama quel luogo il cieco mondo, e si appresta a iniziare il viaggio lui per primo e Dante dietro. Virgilio però è tutto smorto e Dante, preoccupato per questo colorito, ne chiede la ragione: Virgilio spiega che ciò è dovuto alla sua angoscia (intesa come "tristezza"), di dover entrare nell'Inferno, e in particolare, nonostante non lo specifichi, nel Limbo, il luogo della sua pena, causata dalla pietà, ovvero compassione.
I due entrano così nel primo cerchio e Dante registra subito un dato auditivo: non sente pianti ma solo sospiri, che fanno tremare l'aria etterna (molte volte si insiste sull'eternità in questa prima parte dell'inferno), per via del dolore che non è provocato da pene fisiche (martiri), in quelle schiere d'infanti e di femmine e di viri. Dante e Virgilio si trovano infatti nel Limbo (dal latino "limbus" orlo) dove sono tenuti coloro che non ebbero peccati, se non quello originale di non essere stati battezzati: vi si trovano quindi i bambini nati morti, le persone rette nate prima della venuta di Cristo e quelle che per varie ragioni non ebbero modo di conoscere il suo messaggio (Dante nominerà anche tre musulmani); nel Limbo si trovavano anche gli ebrei nell'attesa della venuta di Cristo, i quali furono liberati da Gesù durante la sua discesa agli Inferi. Quindi, in contrasto alla dottrina dei Padri della Chiesa, in particolare di San Tommaso d'Aquino, che affermava che nel limbo risiedessero solo i bambini morti senza battesimo, Dante racconta che nel limbo vi erano tutte le persone rette, ma non battezzate.
Virgilio inizia allora a spiegare che lì si trovano coloro che non peccarono ma, per quanti meriti (mercedi) avessero, essi non ebbero battesimo verso la porta della fede: Virgilio stesso è tra questi e si sente perduto come gli altri perché sanza speme vivemo in disio, cioè deve vivere senza la speranza di vedere Dio, in un continuo desiderio e rimpianto. Dante è toccato da questa confessione e chiede a Virgilio se di lì sia mai uscito qualcuno per i suoi meriti e collocato tra i beati: Virgilio allora racconta come, quand'era da poco in quello stato, vide venire Cristo (mai nominato nell'Inferno e qui citato come un possente, / con segno di vittoria coronato, / alto fattore, / nemico di tutti i mali), che portò via gli ebrei dell'Antico Testamento, in particolare tutti coloro che si affidarono nelle mani di Dio (Abramo, Noè, Mosè... etc). Tale episodio viene preso dal Vangelo di Nicodemo.
Virgilio elenca:
- Adamo (il primo parente)
- Abele
- Mosè
- Noè
- Abramo
- Re Davide
- Isacco
- Giacobbe (detto Israel)
- Rachele, sua moglie
- I dodici figli di Giacobbe
- altri molti (cioè tutti coloro che credettero nella venuta di Cristo).

Essi, spiega Virgilio, furono i primi uomini ad essere salvati.

### I grandi poeti antichi - vv. 64 - 105

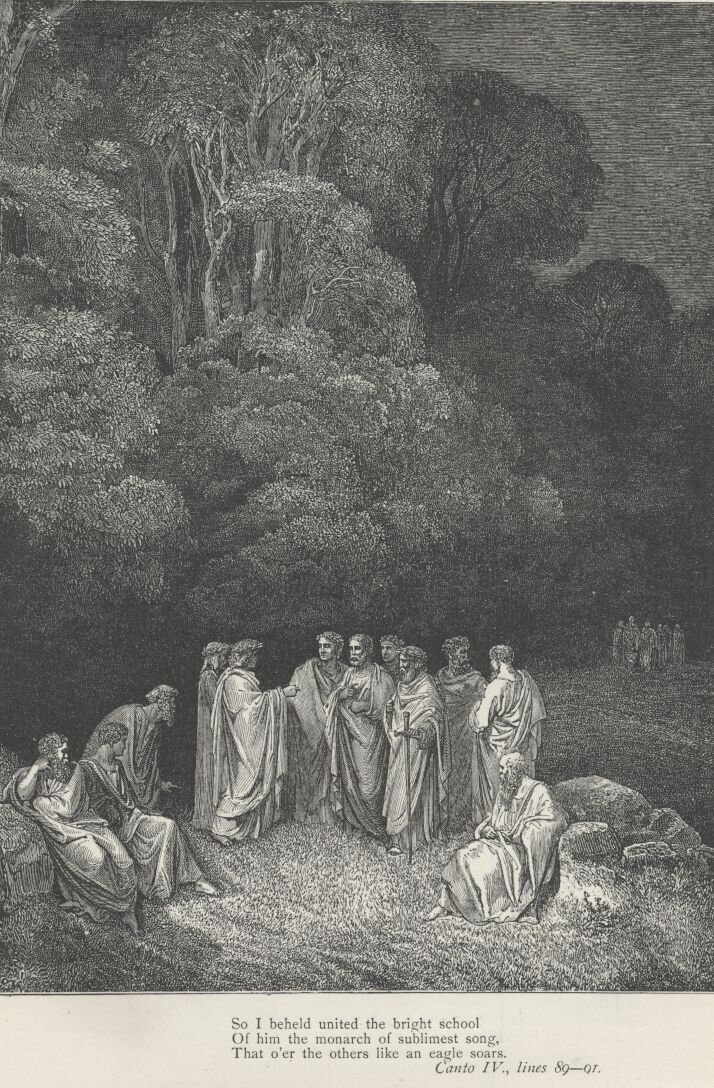
Dante incontra i grandi poeti antichi (Canto IV). Illustrazione di Paul Gustave Doré.

Mentre i due poeti parlando attraversano la selva, intesa come selva di spiriti spiega Dante, egli nota un fuoco che vinceva la tenebra, illuminando quel cerchio, così che egli può già intravedere l'orrevol (onorevole, degna di onori) gente che vi era sistemata: nelle prossime terzine la parola "onore" con i suoi derivati ricorrerà ben otto volte, ed è il concetto chiave della descrizione.
Dante chiede a Virgilio, anima che onora scienza e arte, chi siano coloro separati dal resto del cerchio per cotanta onranza, ed egli risponde che sono quelli cui l'onorata nominanza, cioè il nome degno di gloria in vita, ha acquistato in cielo una tale grazia da privilegiarli anche qui. Una voce si leva quindi: "Onorate l'altissimo poeta; / l'ombra sua torna, ch'era dipartita"; parole riferite a Virgilio e pronunciate da una delle quattro ombre che Dante vede venire incontro a loro, dalle sembianze né tristi né liete e questo non perché non soffrano anch'essi del vano desiderio di vedere Dio, ma perché, essendo appunto privilegiati, non manifestano la loro sofferenza. Virgilio fa le presentazioni prima che si avvicinino: il primo, con la spada in mano, è Omero poeta sovrano (e poeta epico, per questo la spada; ma Dante non aveva mai letto le sue opere e lo conosceva solo tramite accenni di poeti latini), segue Orazio satiro (dei Sermones e delle Epistole), Ovidio e Lucano (questi ultimi due citatissimi nella Comedìa dantesca, soprattutto all'Inferno). Virgilio spiega che sono tutti poeti per questo lo hanno lodato a voce sola, cioè in coro.
Dante si unisce a questa schiera guidata da quel segnor de l'altissimo canto (inteso in senso tecnico, come stile poetico tragico, quindi Omero, o forse Virgilio stesso) dopo esser stato salutato e accolto tra loro con il sorriso di Virgilio; essi lo accettano nella loro schiera, che per Dante fu il più grande onore, d'essere il sesto in una compagnia così importante. Dante quindi riconosce la sua diretta discendenza dai classici, ma, senza usare modestia, che lui vedeva come qualità degli uomini modesti cioè mediocri, con piacere si inserisce in quella compagnia.
Il gruppo va quindi verso la luce, parlando cose che 'l tacere è bello quanto fu bello chiacchierare laggiù: Dante non si dilunga raccontandoci la conversazione.

### Il castello degli spiriti magni - vv. 106 - 151

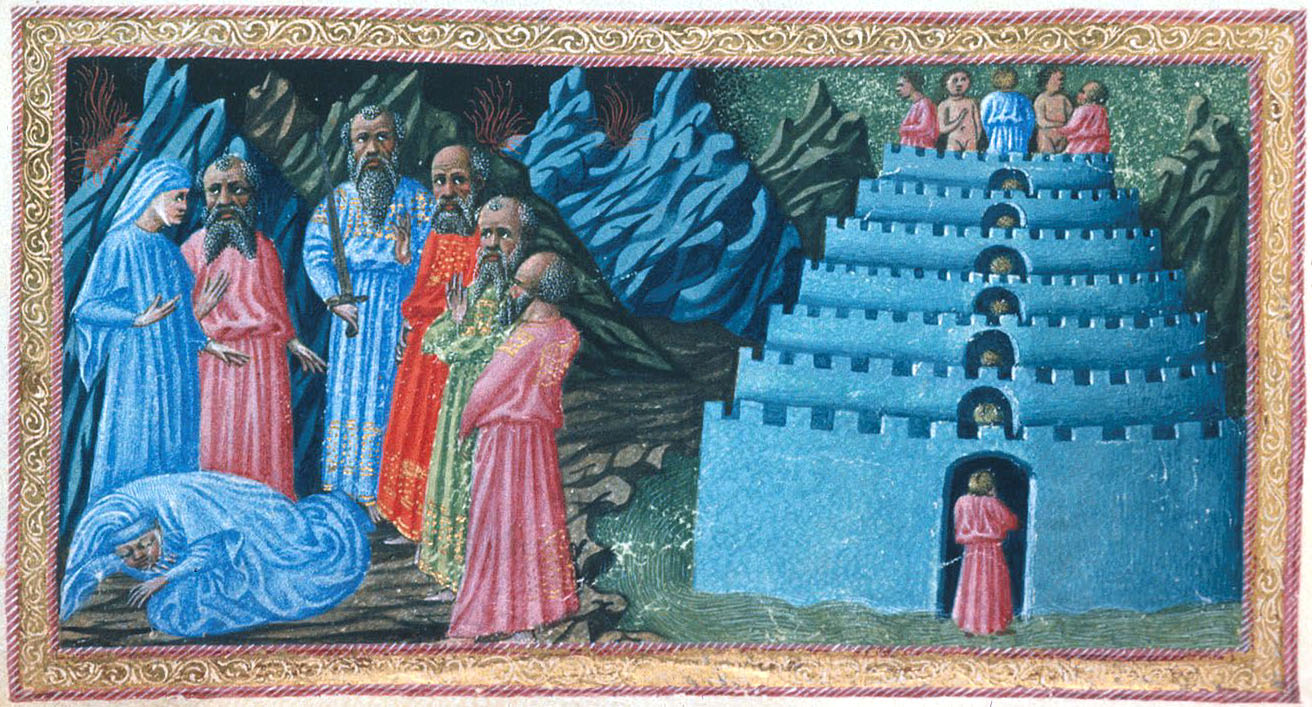
Illustrazione al Canto IV, Priamo della Quercia (XV secolo)

Essi arrivano così ai piedi di un nobile castello, con sette cerchie di mura e un fossato con un bel fiumicello; essi lo attraversano camminandoci sopra come su terra dura, poi attraversano sette porte fino a un prato con una fresca vegetazione: sull'interpretazione di questi numeri simbolici si è scritto molto senza trovare però un'insindacabile soluzione. Simile ai Campi elisi virgiliani, molto probabilmente il castello rappresenta la nobiltà umana, basata sulle quattro virtù morali (prudenza, giustizia, fortezza e temperanza) unite alle tre virtù intellettuali (intelligenza, scienza e sapienza); sono escluse le virtù teologali, le uniche che mancarono a queste anime; oppure le sette cinte/porte sono le arti liberali e il castello rappresenta la scienza; o ancora il castello della filosofia con le sue sette ramificazioni. Per quanto riguarda il fiumicello esso sarebbe un ostacolo alla nobiltà, passato con facilità dai poeti, che potrebbe rappresentare i beni terreni o la vanità o altro. La luce stessa attorno al castello è un simbolo di conoscenza. Al di là di ogni singola interpretazione è evidente l'intento di Dante di omaggiare i grandi virtuosi dell'antichita' e l'ambientazione idilliaca del Canto che lo rende probabilmente il meno "infernale" di tutta la Cantica.
Il castello è circondato da sette mura, sette volte cerchiato d'alte mura. Il numero sette ha due interpretazioni simboliche differenti. La prima è riferita alle sette virtù del buon cristiano: prudenza, giustizia, fortezza, temperanza (virtù anche del buon cittadino), fede, speranza e carità (virtù teologali). La seconda è riferita alle materie che si studiavano all'epoca: grammatica, dialettica, retorica (chiamate anche trivio), musica, aritmetica, geometria e astronomia (dette quadrivio). Nel castello sono ospitate persone che esprimono autorità, che hanno occhi tardi e gravi, cioè lenti e dignitosi, che parlano raramente e quando lo fanno hanno voci soavi. Dante e gli altri allora escono e salgono su un monticello verdeggiante dal quale fosse possibile vedere tutti gli abitanti del castello. Inizia poi l'elencazione degli spiriti magni.
Prima Dante elenca alcuni troiani, dai quali discesero i romani, popolo privilegiato da Dio perché fondatore di Roma che sarà il caput mundi tramite il papato. Essi sono:
- Elettra, progenitrice dei troiani, con molti compagni tra i quali
- Ettore
- Enea
- Cesare armato e con gli occhi minacciosi (grifagni)

Poi due vergini guerriere virgiliane:
- Camilla
- Pantasilea

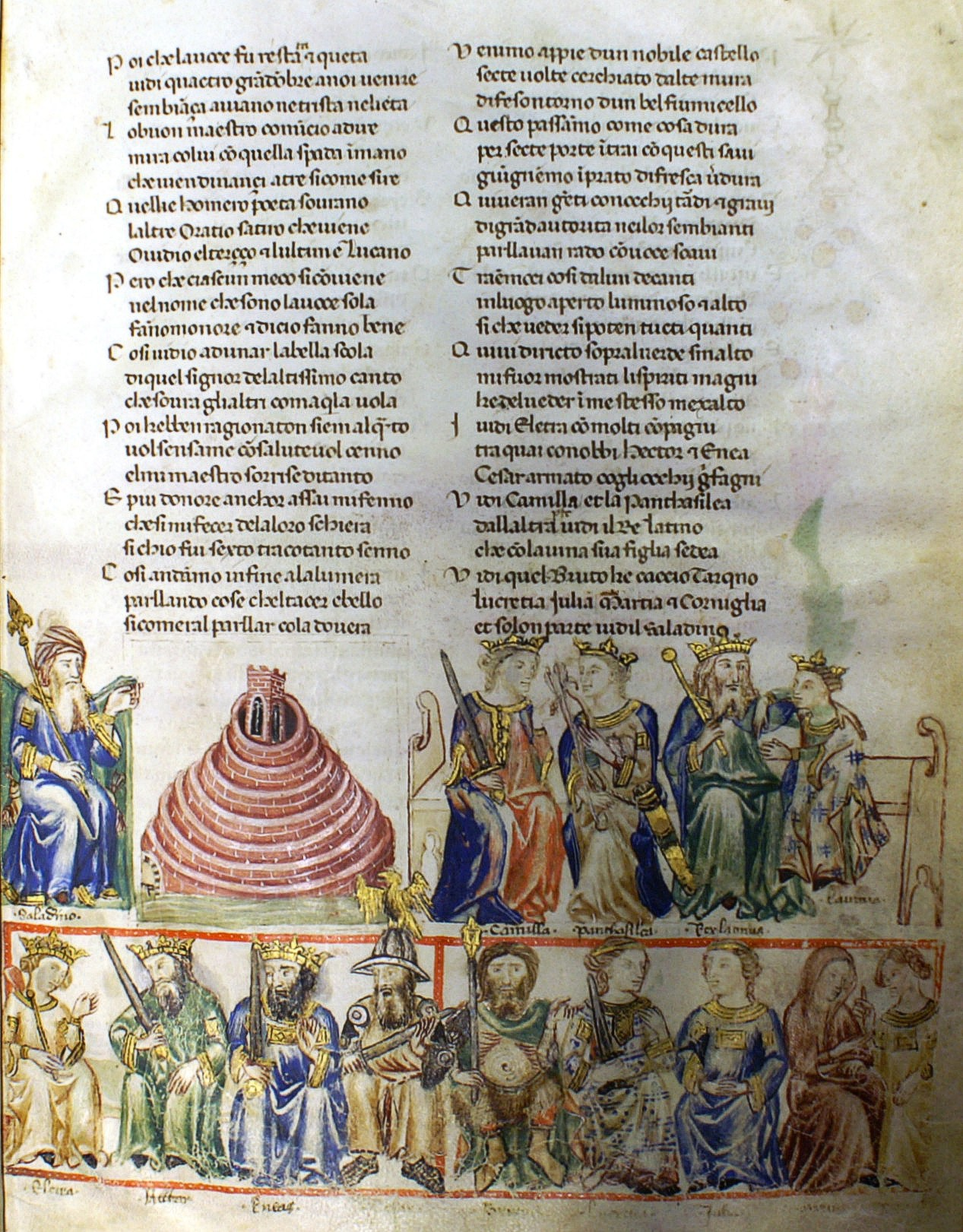
Gli spiriti magni, pagina del Codex Altonensis

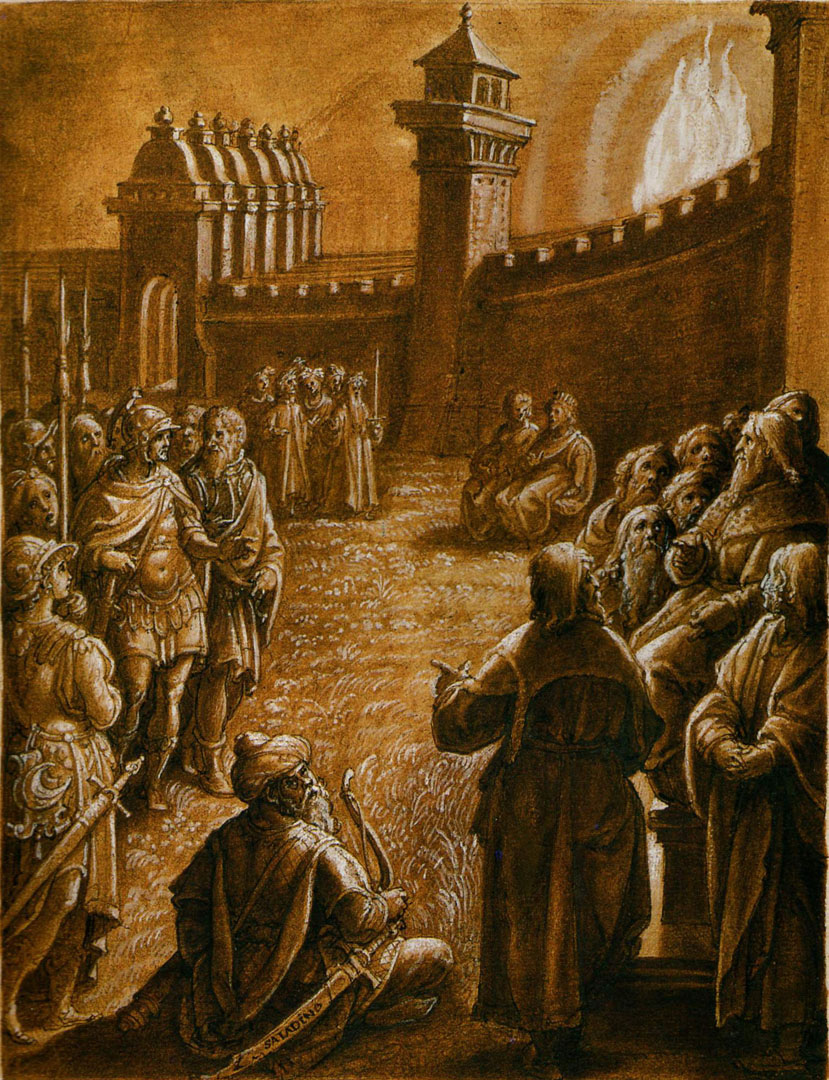
Canto 4, Giovanni Stradano, 1587

Continuando con la storia romana, mitologica o reale, ci sono:
- Re Latino
- Lavinia
- Lucio Giunio Bruto (che cacciò Tarquinio il Superbo)
- Lucrezia
- Giulia
- Marzia
- Cornelia

Isolato, perché di una civiltà diversa, sta il grande comandante musulmano:
- Saladino

Dopo i nobili secondo alcuni critici di azione si passa ai nobili di pensiero, ovvero i filosofi:
- Aristotele, indicato come 'l maestro di color che sanno / seder tra filosofica famiglia
- Socrate
- Platone (questi ultimi che stanno più avanti degli altri, perché più importanti)
- Democrito (che 'l mondo a caso pone)
- Diogene il Cinico (non è certa l'attribuzione)
- Anassagora
- Talete
- Empedocle
- Eraclito
- Zenone (non si sa quale)

Seguono un naturalista:
- Dioscoride

Poi di nuovo poeti e scrittori:
- Orfeo
- Cicerone (Tulïo)
- Lino
- Seneca

Matematici e astronomi:
- Euclide
- Tolomeo

Medici:
- Ippocrate
- Avicenna
- Galeno

Infine il commentatore di Aristotele:
- Averroè (terzo personaggio musulmano della serie: Averroìs che 'l gran commento feo)

Dante chiude dicendo che non può ritrarre tutti (ha già impiegato nove terzine per l'elenco), perché lo incalza il lungo tema, cioè il lungo viaggio da narrare, che spesso gli farà trascurare alcune delle cose "accadute". La compagnia dei sei quindi si divide in due: Virgilio ricorda a Dante che loro debbono andar per altra via, fuori dalla quiete dell'aere che trema (per i sospiri, come detto a inizio di canto) e fuori dalla luce.